# Reimut Reiche

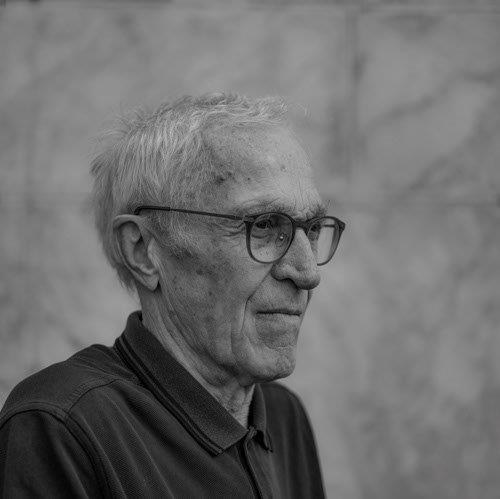
Reimut Reiche (2023)

Reimut Reiche (* 20. Juni 1941 in Esslingen am Neckar) ist ein deutscher Soziologe, Psychoanalytiker und Sexualforscher.
Reiche war ein Aktivist des Sozialistischen Deutschen Studentenbundes (SDS) und wurde 1966 zu dessen Vorsitzendem gewählt. Er engagierte sich in der Frankfurter Gruppe Revolutionärer Kampf, zusammen mit Joschka Fischer, Daniel Cohn-Bendit, Matthias Beltz und Johnny Klinke.
Nach einem Soziologie-Studium in Berlin und Frankfurt am Main promovierte Reiche 1973 (gemeinsam mit Martin Dannecker) mit der empirisch-soziologischen Untersuchung Der gewöhnliche Homosexuelle; danach war er bis 1982 wissenschaftlicher Mitarbeiter am Institut für Sexualwissenschaft der J. W. Goethe-Universität in Frankfurt am Main, das von Volkmar Sigusch geleitet wurde. 1991 habilitierte sich Reiche mit dem Thema Geschlechterspannung.
Reiche ließ sich von 1973 bis 1980 am Sigmund-Freud-Institut in Frankfurt a. M. zum Psychoanalytiker (DPV) ausbilden und ist seither in freier Praxis tätig. Seit 1991 ist er Lehranalytiker der Deutschen Psychoanalytischen Vereinigung (DPV).

## Veröffentlichungen (Auswahl)
- Sexualität und Klassenkampf: Zur Abwehr repressiver Entsublimierung. Verlage Neue Kritik, Frankfurt am Main, 1968. Fischer-TB, Frankfurt am Main 1976, ISBN 3-436-01365-X.
- gemeinsam mit Martin Dannecker: Der gewöhnliche Homosexuelle. Eine soziologische Untersuchung über männliche Homosexuelle in der BRD. Fischer-TB, Frankfurt am Main 1974, ISBN 3-10-014801-0.
- Sexuelle Revolution: Erinnerung an einen Mythos. In: Lothar Baier u. a. (Hrsg.): Die Früchte der Revolte. Über die Veränderung der politischen Kultur durch die Studentenbewegung. Wagenbach, Berlin, 1988, ISBN 3-8031-2162-0, S. 45–71.
- Geschlechterspannung – Eine psychoanalytische Untersuchung. Fischer-TB, Frankfurt a. M. 1990, ISBN 3-596-10329-0. Neuausgabe: Psychosozial-Verlag, Gießen, 2000, ISBN 3-89806-006-3.
- als Herausgeber gemeinsam mit Martin Dannecker: Sexualität und Gesellschaft. Festschrift für Volkmar Sigusch. Campus, Frankfurt a. M. 2000, ISBN 3-593-36617-7.
- Mutterseelenallein – Kunst, Form und Psychoanalyse, 2 Bände. Stroemfeld, Frankfurt am Main 2001, ISBN 978-3-86109-192-9.
- Triebschicksal der Gesellschaft. Über den Strukturwandel der Psyche. Campus, Frankfurt am Main 2004, ISBN 978-3-593-37496-3.
- Psychoanalytische Therapie sexueller Perversionen. In: Volkmar Sigusch (Hrsg.): Sexuelle Störungen und ihre Behandlung. Thieme, Stuttgart / New York, 4. Auflage 2007, ISBN 978-3-13-103944-6, S. 439–464
- Ein Hybrid-Nazi in Analyse. In: Jahrbuch der Psychoanalyse, Jg. 60, Verlag Frommann-Holzboog, Stuttgart 2010, ISSN 0075-2363.